# المحكمة العليا التايلاندية
المحكمة العليا التايلاندية هي أعلى محكمة عدل في تايلاند، يناط بها تغطية القضايا الجنائية والمدنية في الدولة بأكملها. تعمل المحكمة بشكل منفصل عن المحكمة الإدارية والمحكمة الدستورية، ويعتبر الحكم الصادر عنها نهائياً. لا يمكن للمدعي أو المدعى عليه الطعن أو الاستئناف عليه.
يمكن تعيين قاض بالمحكمة العليا من بين قضاة محكمة الاستئناف التي تتمتع بالأقدمية والمعرفة والخبرة الواسعة. الرئيس الحالي للمحكمة العليا هو القاضي تشيب تشولامون.
يقع مقر المحكمة في العاصمة بانكوك في تايلاند.

## تاريخ
لم تشهد التايلاند طيلة تاريخها محكمة عليا باعتبار أن الملك التايلاندي كان يفصل في جميع النزاعات باعتباره السلطة القضائية العليا الوحيدة. حيث كان المواطنون يناشدونه مباشرة خارج القصر. بقي هذا النظام قائما حتى أوائل عصر راتاناكوسين عهد الملك راما الرابع.
في عهد الملك راما الخامس، تم إنشاء دائرة رسمية للاستئناف في القصر، وفي عام 1891، أنشأ الملك وزارة للعدل. وخلال عهده سُن قانون المحامي لعام 1909. وبموجب هذا القانون جرى إنشاء المحكمة العليا باعتبارها أعلى سلطة قضائية في البلاد، إذ لم تعد القضايا مستأنفة للملك.
بعد أن تبنت التايلاند شكلا ديمقراطيا دستوريا للحكومة خلال الثورة السيامية في عام 1932، سُن قانون عام 1934 لتعديل قانون المحكم السابق لعام 1909. فيما تم تقسيم المحاكم إلى ثلاثة مستويات، وهي المحكمة الابتدائية، محكمة الاستئناف والمحكمة العليا.

## الاختصاص
تعمل المحكمة العليا التايلاندية باعتبارها محكمة الاستئناف النهائية في جميع القضايا المدنية والجنائية في المملكة. لذلك تعتبر أحكام وأوامر المحكمة نهائية غير قابلة للطعن في جميع القضايا.
يحق للطاعن في أمر أو حكم صادر عن محاكم الدرجة الأولى أو محكمة الاستئناف أو محاكم مناطق الاستئناف I - IX، أن يستأنف أمر أو حكم المحكمة الأدنى، باتباع الشروط والظروف المنصوص عليها بموجب القانون.
تسمح القوانين المتخصصة مثل القوانين الإجرائية المتعلقة بالعمل والضرائب والملكية الفكرية والتجارة الدولية للأطراف بالطعن في أحكام هذه المحاكم المتخصصة مباشرة أمام المحكمة العليا.

## التأليف
تتكون المحكمة العليا من الرئيس ونواب الرئيس والأمين وعدد من القضاة.
في النظام القضائي الحالي، يعتبر رئيس المحكمة العليا هو أيضًا رئيس محاكم العدل.
النصاب القانوني لا يقل عن ثلاثة قضاة من المحكمة العليا.
حاليا، قسمت المحكمة العليا القضاة داخليًا إلى 25 نصابًا. كل نصاب له ثلاثة قضاة؛ أعلى عدالة في النصاب القانوني هي عدالة رئيس النصاب القانوني.